# علم المجلات
علم المجلات أو علم النشر هو الدراسة العلمية لكافة جوانب عملية النشر الأكاديمي. يسعى هذا المجال إلى تحسين جودة البحث العلمي عن طريق تطبيق الممارسات القائمة على أدلة في النشر الأكاديمي. مصطلح «علم المجلات» أطلقه ستيفن لوك، وهو رئيس التحرير السابق للمجلة الطبية البريطانية. عُقد مؤتمر مراجعة الأقران الأول في عام 1989 في شيكاغو، وهو يعد نقطة محورية في تأسيس علم المجلات كمجال متميز. كان لمجال علم المجلات تأثير في دفع الباحثين إلى التسجيل المسبق لدراساتهم في مجال العلوم خاصة في التجارب السريرية.

## التاريخ
تأسست أولى المجلات العلمية في القرن السابع عشر. في حين معظم المجلات المبكرة استخدمت مراجعة الأقران، لكنها لم تصبح ممارسة شائعة في المجلات الطبية حتى بعد الحرب العالمية الثانية. بدأت المحاولات لتحسين ممارسة النشر الأكاديمي تكتسب جذب في أواخر القرن العشرين. تأسس مجال علم المجلات رسميًا عام 1989.